# ゲオルギ・ジキヤ
ゲオルギ・タマゾヴィチ・ジキヤ（Georgi Tamazovich Dzhikiya 、1993年11月21日 - ）は、ロシア・モスクワ出身のプロサッカー選手。ロシア代表。ロシア・プレミアリーグ・FCスパルタク・モスクワ所属。ポジションはDF。

## 経歴

### クラブ
FCロコモティフ・モスクワのユースチームで育成され、2011年5月にプロデビュー。その後、ロシア国内のクラブを渡り歩き、2016年12月から現所属のFCスパルタク・モスクワでプレーしている。
2018年1月18日、アラブ首長国連邦・ドバイで行われた上海上港集団足球倶楽部との練習試合で左膝の前十字靭帯を断裂し、自国開催の2018 FIFAワールドカップ出場が絶望的となった。

### 代表
2016年11月、ロシア代表初招集。2017年6月に開催されたハンガリーとの親善試合で初キャップ。

## タイトル
スパルタク・モスクワ
- ロシアサッカー・プレミアリーグ: 2016-17
- ロシア・スーパーカップ: 2017